# Tota una vida
 Tota una vida (títol original en alemany, Ein ganzes Leben) és una pel·lícula germano-austríaca del 2023 dirigida per Hans Steinbichler i protagonitzada per Stefan Gorski, August Zirner, Julia Franz Richter, Andreas Lust i Robert Stadlober. El guió d'Ulrich Limmer es basa en la novel·la homònima de Robert Seethaler, publicada el 2014. S'ha doblat i subtitulat al català.
El rodatge va tenir lloc durant 47 dies, de febrer a juliol de 2022, al districte de Lienz, al Tirol del Sud i a Oberbayern. Concretament, es va gravar a Matrei in Osttirol, Lienz i Chiemgau. Es van necessitar uns mil extres per al rodatge.
La pel·lícula va ser una de les dotze candidates d'Alemanya per l'Oscar a la millor pel·lícula de parla no anglesa de 2023.
La pel·lícula es va projectar el 19 de setembre de 2023 com a part de la Fira d'Art Cinematogràfic de Leipzig i també es va presentar al Festival de Cinema de Zúric l'1 d'octubre de 2023. La producció, a més, es va exhibir al Festival Internacional de Cinema d'Hamburg el 4 d'octubre de 2023.
El film va arribar als cinemes d'Alemanya i Àustria el 9 de novembre de 2023.